# Rossendale
Rossendale – dystrykt w hrabstwie Lancashire w Anglii.

## Miasta
- Bacup
- Haslingden
- Rawtenstall
- Whitworth

## Inne miejscowości
Acre, Balladen, Bent Gate, Chatterton, Cloughfold, Cowpe, Crawshawbooth, Edenfield, Goodshaw, Helmshore, Irwell Vale, Newchurch, Sharneyford, Shawforth, Stacksteads, Strongstry, Stubbins, Turn Village, Waterfoot, Weir.